# Pierre Georget
Pierre Georget (n. 9 august 1917, Châtellerault, Poitou-Charentes, Franța – d. 1 august 1964, Paris, Région parisienne, Franța) a fost un ciclist de performanță ce a reprezentat Franța, medaliat olimpic. A participat la o ediție a Jocurilor Olimpice (1936) în care a câștigat o medalie de argint și o medalie de bronz.